# La donna e lo spettro
La donna e lo spettro (The Ghost Breakers) è un film del 1940 diretto da George Marshall.
È una commedia horror statunitense con Bob Hope, Paulette Goddard e Richard Carlson. È basato sulla commedia teatrale del 1909  The Ghost Breaker di Paul Dickey e Charles W. Goddard.

## Produzione
Il film, diretto da George Marshall su una sceneggiatura di Walter DeLeon con il soggetto di Paul Dickey e Charles W. Goddard (autori della commedia teatrale), fu prodotto da Arthur Hornblow Jr. per la Paramount Pictures e girato nei Paramount Studios a Hollywood, Los Angeles, California, nel gennaio del 1940.

## Colonna sonora
- Thanks for the Memory (1938) - musica di Ralph Rainger, parole di Leo Robin, cantata da Bob Hope

## Distribuzione
Il film fu distribuito negli Stati Uniti dal 21 giugno 1940 (première a Detroit il 7 giugno) dalla Paramount Pictures.
Altre distribuzioni internazionali del film sono state:
- in Australia il 28 ottobre 1940
- in Svezia il 15 febbraio 1941 (Ingen rädder för spöken)
- in Finlandia il 27 aprile 1941 (Mustan saaren kummitus)
- in Portogallo il 17 luglio 1942 (O Castelo Maldito)
- in Francia il 9 luglio 1947 (Le mystère du château maudit)
- in Danimarca il 15 gennaio 1951
- in Italia (La donna e lo spettro)
- in Danimarca (Dus med spøgelserne)
- in Spagna (El castillo maldito)
- in Belgio (Le mystère du château maudit e Het geheim van het vervloekt kasteel)
- in Grecia (Kynigos fantasmaton)
- in Brasile (O Castelo Sinistro)

## Critica
Secondo il Morandini il film è una "spassosa commedia in cui la miscela tra brivido e comicità funziona a meraviglia". Secondo Leonard Maltin "l'intreccio è fin troppo sviluppato per essere un film con Bob Hope".

## Promozione
La tagline è: " The two stars of "The Cat and the Canary" find love and laughter in a haunted house! ".

## Remake
Lo stesso George Marshall realizzò nel 1953 un remake del film, sempre per la Paramount Pictures, intitolato Morti di paura, con protagonisti Dean Martin e Jerry Lewis. Anche Bob Hope, non accreditato, appare nel film nel ruolo di uno scheletro.